# Hogna lawrencei
Hogna lawrencei este o specie de păianjeni din genul Hogna, familia Lycosidae. A fost descrisă pentru prima dată de Roewer, 1960. Conform Catalogue of Life specia Hogna lawrencei nu are subspecii cunoscute.